# Велике життя
«Велике життя» (рос. «Большая жизнь») — український радянський художній фільм режисера Леоніда Лукова, лідер прокату (1940) — 18,6 млн глядачів. Фільм знятий на кіностудії ім. Олександра Довженка за сценарієм Павла Ніліна, основою для якого послужив його ж роман «Людина йде в гору (Нариси звичайного життя)», опублікований у журналі «Новый мир» (1936).
Фільм оповідає про шахтарів Донбасу, поміж яких шахтар-стаханівець Кузьма Козодоєв і гірничий інженер Пєтухов, чиє прагнення поставити нові рекорди видобутку вугілля зустрічає опір з боку боягузливого керівництва шахти, безвідповідальних шахтарів і шкідників.
За сценарій і режисуру 15 березня 1941 кінокартина «Велике життя» нагороджена Сталінською премією II ступеня.

## Сюжет
Дія відбувається в невеликому шахтарському селищі на Донбасі в сталінські часи. Нещодавно новий парторг (партійний організатор) зайнявся переобладнанням місцевої шахти. З його приїздом життя в селищі й на шахті пожвавішало. Парторг підтримує ініціативу молодого інженера Пєтухова, який за підтримки досвідчених шахтарів розробляє новий «циклічний метод» видобутку вугілля. Але голова шахткому Усинін боїться відповідальності за можливі ризики, тому постійно висловлює сумніви в роботі парторга, за першої-ліпшої нагоди запевняє довколишніх, що метод Пєтухова призведе до катастрофи. Врешті Пєтухов збирається покинути селище, знайти місце, де його ідеї цінуватимуть. Але ветерани шахти Кузьма Козодоєв та Віктор Бугорков переконують Пєтухова залишитися та продовжити розпочату роботу. У цьому їх підтримує секретар парткому Хадаров. Коли головний інженер Іванов захворів, Хадаров наполягає на тому, щоб його заступив Пєтухов. Щоб виправдати довіру керівництва, Пєтухов береться за впровадження нового методу видобутку вугілля.
Водночас на шахті працює сильний, але безвідповідальний Харитон Балун. Працює він абияк, натомість пиячить і багато розважається зі своїми друзями Ванею Курським і Макаром Ляготіним. Харитон закоханий у Соню Осипову, але вона відкидає його залицяння. Усинін вважає, що Харитона треба звільнити з роботи. Проте досвідчений шахтар Козодоєв вважає, що Харитон може стати здібним добувачем вугілля, якщо правильно його навчити. Хадаров закликає Харитона послухати Козодоєва та звертається до Соні з проханням вплинути на Харитона. Та побачивши Соню з Хадаровим, Харитон покидає розпочате навчання та разом зі своїми друзями йде в пивну. Потім на танцях він через ревнощі влаштовує п'яний дебош.
Усинін вважає, що при випробуванні нового методу у шахті може статися обвал. Його побоювання підтримує десятник (майстер ділянки вентиляції та техніки безпеки) Кузьмін. Удвох вони надсилають листа до райкому партії, в якому висловлюють свої побоювання про те, що під час експерименту з «циклічним видобутком» можуть бути людські жертви. Кузьмін, який насправді колишній куркуль, підмовляє сина куркуля Макара Ляготіна влаштувати у шахті обвал. У день проведення експерименту шахтарі Козодоєв та Бугорков, працюючи за новим методом, значно перевиконують норму. Ляготін не наважується влаштувати обвал і за методом Пєтухова починає працювати вся шахта.
Через минулий дебош Харитона судять на товариському суді. Він визнає свою провину та вирішує стати сумлінним шахтарем. Соня виходить за нього заміж.
Кузьмін і Ляготін влаштовують обвал, у якому засипало Кузьму Козодоєва. Його витягають на поверхню, лікарі борються за його життя. Пєтухов звинувачує себе в обвалі, вважаючи, що неправильно виконав розрахунки. Проте Хадаров упевнений, що на шахті діють шкідники. Кузьмін боїться, що Хадаров викриє його, тому планує влаштувати завал і на Хадарова. Той виживає тільки завдяки щасливому випадку.
Харитон вважає своїм обов'язком продовжити справу Козодоєва, не знаючи чи той виживе. Він збирає бригаду шахтарів і вони ставлять новий рекорд видобутку. Хадаров і Ляготін намагаються зірвати наступний рекорд, але їх викривають і затримують. Перевершивши рекорд Козодоєва, бригада Харитона піднімається з шахти.

## У ролях
- Іван Пельтцер — Кузьма Петрович Козодоєв, шахтар-стахановець
- Іван Новосельцев — Хадаров, секретар парткому
- Степан Каюков — Савелій Микитович Усинін, голова шахткому
- Юрій Лавров — Іван Сергійович Кузьмін, десятник
- Марк Бернес — Борис Миколайович Пєтухов, гірничий інженер
- Віра Шершньова — Соня Осипова
- Борис Андреєв — Харитон Єгорович Балун
- Петро Алейников — Іван Семенович Курський (у версії 1973 озвучує Володимир Татосов)

## Музика
- Лаврентій Масоха виконує пісні рос. «Спят курганы тёмные» (М. Богословський — Б. Ласкін) та народну шахтарську «Пісню коногона».

## Цікаві факти
- У фільмі показано конфлікт між партійним та профспілковим керівництвом, з якого видно, що профспілки лише заважають партії будувати «світле майбутнє». Фігура профоргу, голови шахткому Усиніна, бюрократа та відвертого брехуна, виступає окремо від решти шахтарів.
- У фільму є продовження, фільм «Велике життя», 2 серія, знятий в 1946, який зазнав нищівної критики радянського партійного керівництва і на екрани в СРСР вийшов з невеликими купюрами лише у 1958 році, але практично не демонструвався.
- Спеціально для фільму поетом Борисом Ласкіним і композитором Микитою Богословським було написано пісню «Сплять кургани темні». У фільмі пісню виконав Лаврентій Масоха.
- У 1963 році вийшла нова «режисерська редакція» обох серій фільму. У першій серії зроблені скорочення в сценах, де було видно портрети Сталіна та інших «опальних» на той момент вождів. Добре помітний непереконливого вигляду «стрибучий» портрет Леніна на одному з будинків — у такий спосіб, за допомогою «блукаючої маски», закрили портрет Кагановича. З пісні про стаханівське плем'я було вилучено куплет із текстом про «ласку вождя». У версії 1963 року перероблено й титри.
- У 1973 році вийшла «відновлена» версія першої серії фільму. Менш популярну і менш вдалу другу серію картини в 1970-1980-ті роки по телебаченню не показували. «Відновлення» було зроблено на основі першої редакції картини 1939 року, але з усіма скороченнями атрибутів «культу особи». Було зроблено переозвучування картини: пісню «Сплять кургани темні» замість Л. Масохи тепер виконував Валерій Золотухін, за П. Алейникова говорив інший актор тощо.
- Кінострічка складається з 12 частин (2677 метрів).